# Modlitwy u stopni ołtarza

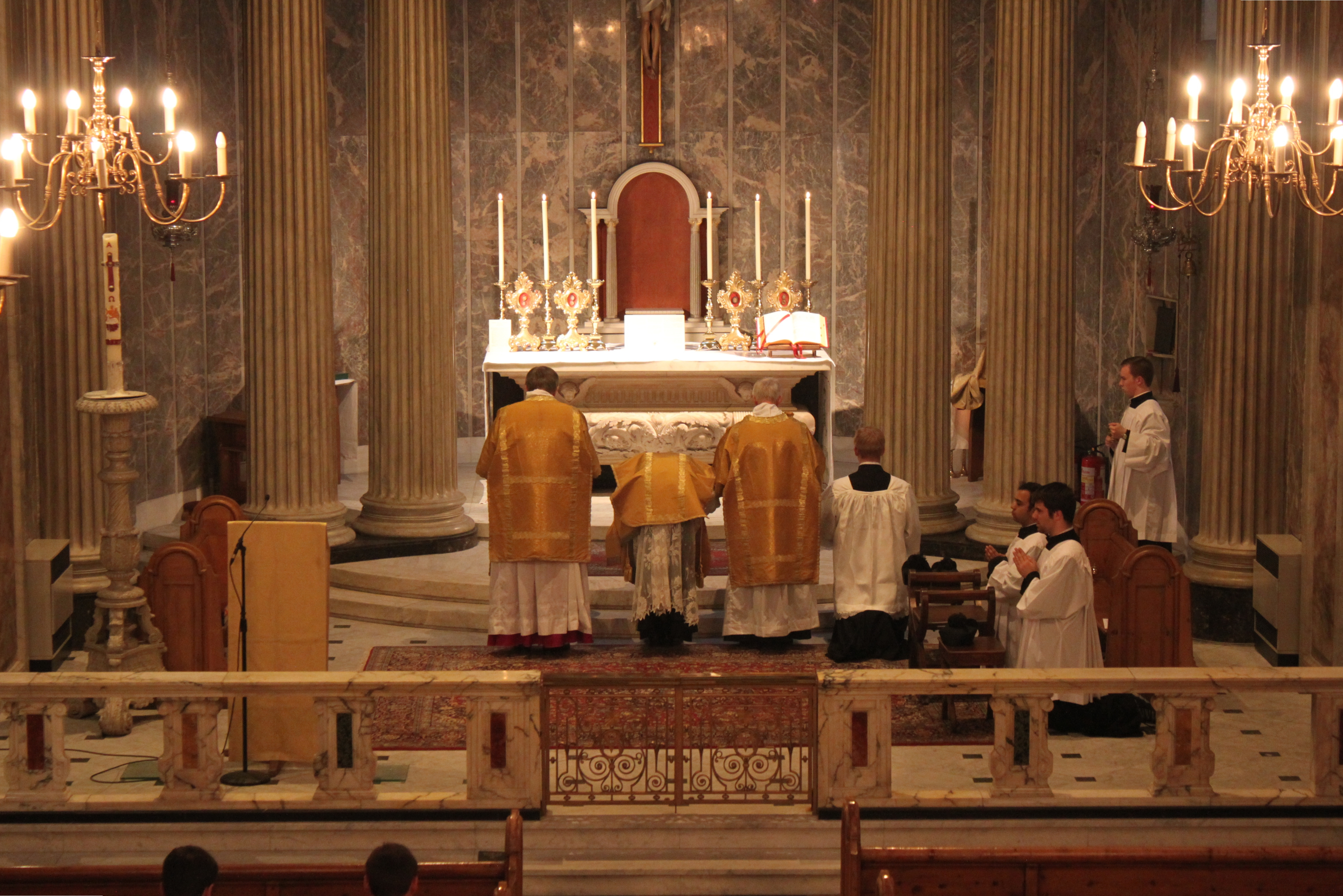
Confiteor u stopni ołtarza podczas mszy w rycie trydenckim

Modlitwa u stopni ołtarza (ministrantura) – obrzęd modlitw na początku mszy w liturgii Kościoła katolickiego w nadzwyczajnej formie rytu rzymskiego podczas mszy katechumenów.
Najpierw celebrans przyklęka przed stopniem ołtarza lub pochyla się, jeśli na ołtarzu nie ma Najświętszego Sakramentu, następnie żegna się znakiem krzyża i odmawia Psalm 42, zaczynający się od słów: Iudica me, Deus (Osądź mnie Panie). Czwarty wers tego psalmu (Introibo ad altare Dei - Przystąpię do ołtarza Bożego) powtarza się trzykrotnie, wyrażając w ten sposób pragnienie złożenia ofiary Bogu. Wierni podczas odczytywania tego psalmu mają odsunąć się w myślach od świata, wyrzec się grzechu, dostrzec własną niemoc i wzbudzić ufność w miłosierdzie boskie. Psalm 42 jest pomijany w Mszach żałobnych i okresu Męki Pańskiej. Kolejnym elementem jest Confiteor (odmawiany najpierw przez kapłana, potem przez wiernych z ministrantem), dwa fragmenty psalmu 84 oraz modlitwy Aufer a nobis i Oramus Te, po których celebrans wstępuje po stopniach ołtarza. Czasem te modlitwy i Confiteor traktuje się jako osobną część od modlitw u stopni ołtarza.
W zwyczajnej formie rytu rzymskiego odpowiednikiem jest znacznie mniej rozbudowany śpiew na wejście.